# Jerôme Hol

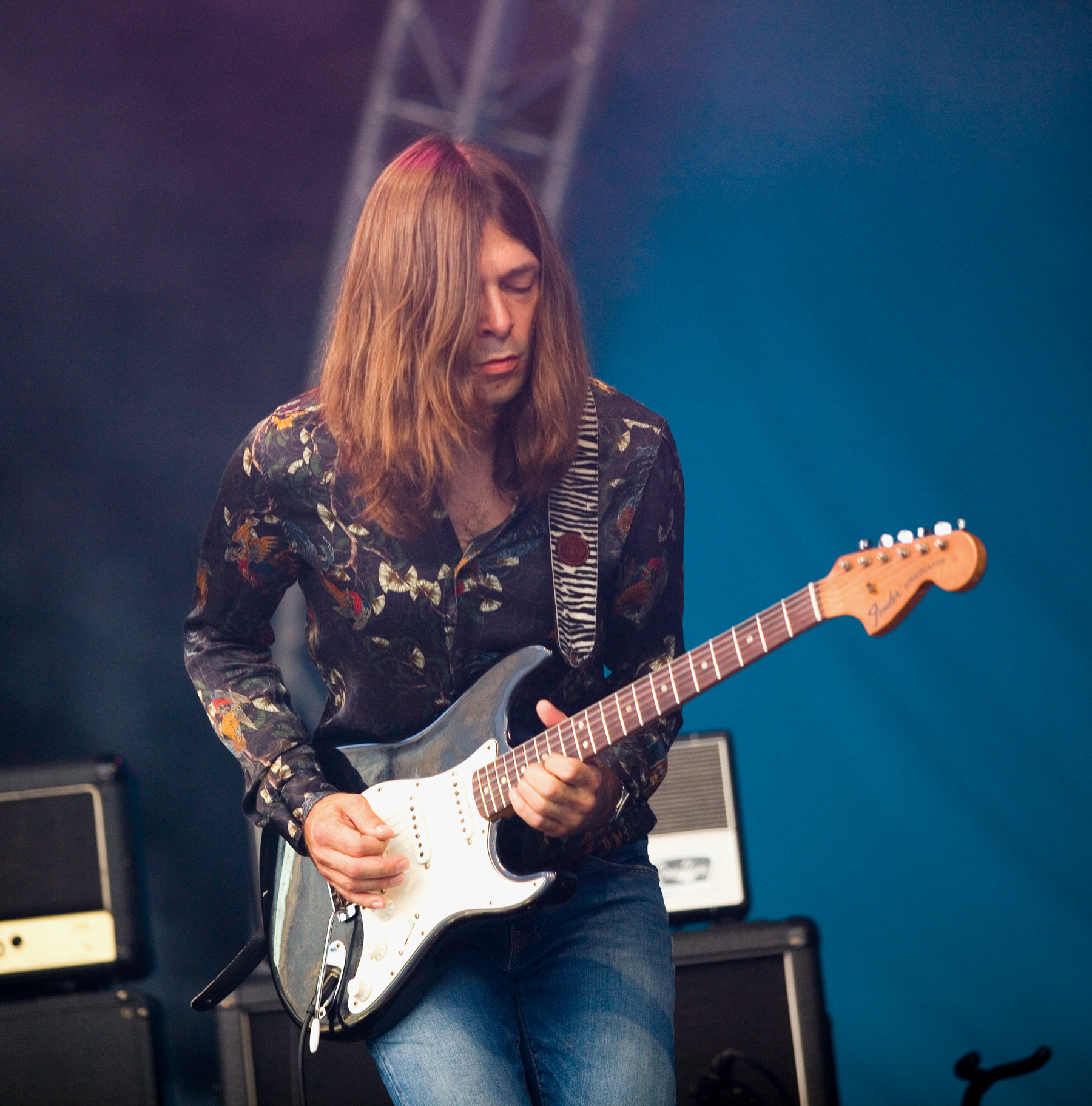
Jerôme Hol

Jerôme Hol (1981) is een Nederlandse jazz-gitarist en componist. 
Hol begon op de saxofoon, maar op zijn elfde ging hij gitaar spelen, geïnspireerd door onder andere de Rolling Stones, Jimi Hendrix en Led Zeppelin. Hij ontdekte later de jazz en studeerde van 1999 tot 2005 aan het conservatorium in Rotterdam. In 2003 won hij een Sena Guitar Award, tevens nam hij een mini-CD op. Hij studeerde in New York bij Wayne Krantz, Hiram Bullock en Steve Cardenaz. In 2007 kwam hij met zijn eerste album en won hij de Amersfoort Jazz Talent Award. Hij speelde onder meer in de groepen Bachelor Beats (opnames in 2009), Kernkoppen (opnames in 2009), Michael Varekamp, Teus Nobel en Pieter Douma (diens Bguti Orchestra, 2012). Tevens speelt hij in de groep van Michiel Borstlap (waarmee hij optrad tijdens het North Sea Jazz Festival) en bijvoorbeeld de band van Hans Dulfer. Zijn gitaargeluid wordt gekenmerkt door een 'stevige heavy metal-sound' (bio op website Jerôme Hol).

## Discografie
Als (mede)leider:
- Jerôme Hol and the Pan European Connection (met Bernardo Fesch en Benoit Martiny), 2003 (mini-CD)
- JazzXtensions (met Bernardo Fesch en Joost Kroon), 2004
- Jerome Hol with Bernardo Fesch and Benoit Martiny (met Emiel van der Heide),
- You'll Hear It (met Erik Kooger en Harry Emmery), Hol Music Productions, 2012
- Sneak Peek (met Erik Kooger en Glen Gaddum Jr.), Hol Music Productions, 2017